# Martinismus

Martinistická pečeť.

Martinismus je křesťanské esoterické hnutí zabývající se magií a mystikou založené na konci 18. století Martinèsem de Pasquallym.
Esoterická kariéra Martinèse de Pasqually (1709-1774) počala založením zednářské Chapȋtre des Juges Ecossais – Kapituly skotských soudců v roce 1754 v Montpellier. Od roku 1762 žil v Bordeaux, v kterém kolem roku 1766 založil společnost založenou na vlastním učení Ordre des chevaliers maçons elus coëns de l´universe – Řád zednářských rytířů vyvolených kněží světa, zkráceně Elus cohen. Ústřední myšlenkou řádu byla víra, že člověk a všechny živé bytosti se pomocí určitých praktik mohou dostat do svého přirozeného stavu z doby před pádem. Těmito praktikami byla theurgická invokace neviditelných inteligencí a božství z vyšších sfér. Martinèsovo učení bylo vypracováno v díle Trité sur la réintegration des êtres dans leur première propriété, vertu et puissance spirituelle divine – Pojednání o reintegraci bytostí do jejich prvotního stavu, ctnosti a božské duchovní moci přibližně z roku 1771 podle kterého „Věčný“ stále vytváří hierarchii duchovní bytosti spojených do „božské nesmírnosti“, avšak v důsledku vzpoury části těchto bytostí Věčný nařídil jiným duchům vytvořit materiální svět, kde byli vzpurní duchové uvězněni. Přímo z Věčného pak v materiálním světě emanovali „čtvrtiřadé“ duchovní bytosti – lidé, z nichž Adam ponechaný své svobodné vůli se také vzbouřil. Účelem theosofického a gnostického Pasquallyho učení mělo být navrátit člověka do prvotního stavu jednoty s Bohem pomocí theurgie a vůle – která je jedinou božskou mocí, kterou si člověk zachoval, a jedinou mocí schopnou postavit se vzpurným duchům.
Po zednářském vzoru měl Elus cohen tři stupně: učně, tovaryše a mistra, které však byly chápány jako profánní a „mimo chrám“ a následovali čtyři kněžské stupně dostupné pouze mistrům:
- vznešený mistr, dokonalý vznešený mistr
- kněz, kněz-tovaryš, mistr kněz
- chrámová třída s velmistrem řádu – rytířem východu
- Réau-Croix[1]

Do vyšších stupňů byly kandidáti jakožto kněží ordinováni, spíše než po zednářském způsobu iniciováni. Ordinace byla udělována duchy a do kněze při ní vstupoval vyvolený Věčného podle daného kruhu: Adam, Abrahám, Mojžíš, Zorobábel a Ježíš. Od členů řádu se očekávala duševní a morální askeze, dodržování stravovacích pravidel a postů i pravidelné modlitby. Během vrcholného období měl řád kolem stovky členů a dvanácti „chrámů“.
Na další vývoj martinistického hnutí měl vliv především Louis Claude de Saint-Martin (1743-1803) a Jean-Baptiste Willermoz (1730-1824). Saint-Martin zajímal spíše mystický potenciál Pasquallova učení, profiloval se jako zbožný křesťan a přeložil do francouzštiny dílo Jakoba Böhma. Naopak Willermoz byl přitahován theurgickou rituální magií a v roce 1773 založil lyonskou lóži zednářského ritu Striktní observance, čímž také do Francie uvedl templářské zednářství. Spojení templářského zednářství s náboženským ceremoniálem Elus cohen dokončil založením Régime ecossais rectifié – Obnoveného skotského ritu. Samotný ritus nezahrnoval theurgickou, kabalistickou ani alchymistickou praxi, ale s Elus cohen – nejvyšším kruhem společnosti, sdílel Pasquallovo učení. Saint-Martin posléze proměnný Elus cohen pro svůj nezájem o zednářství opustil a jeho teosofické učení získalo mnoho následovníků po celé Evropě, zatímco Willermozovo hnutí téměř zaniklo po Francouzské revoluci.

## Martinistický řád
Martinistický řád, francouzsky l'Ordre martiniste, je esoterická a magická organizace založená roku 1891 v Paříži Gérardem Encaussem, známým jako Papus, vycházející z martinismu. Mezi členy řádu patřili například Stanislas de Guaita, Joséphin Péladan nebo René Guénon. Většina členů řádu byla zároveň členy jednoho či více rosekruciánských, neognostických či neotemplářských skupin a téměř všichni pak byli svobodnými zednáři, zpravidla podle „egyptského“ ritu Memfidy a Mizraimu. Podle Papusova tvrzení byl řád ve skutečnosti znovuzaložen a navazuje na řád založeným Louisem Claudem de Saint-Martin, toto tvrzení je však zpochybňováno s poukazem na fakt, že není známo, že by Saint-Martin nějaký řád založil. Taktéž „apoštolská posloupnost“ od Saint-Martina k Papusovi je považována za nepravděpodobnou.

### Historie

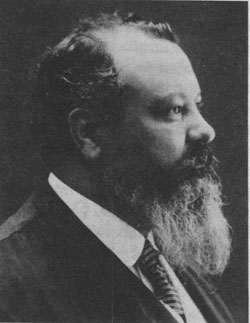
Papus, zakladatel Martinistického řádu

V 80. letech 19. století počali Henri Delaage a Augustin Chaboseau, dvě významné postavy pařížské esoterické scény, nezávisle na sobě prohlašovat, že se skrze Supérieurs Inconnus „neznámé nadřízené“ stali následníky Louise Claude de Saint-Martina. S oběma muži se Papus přátelil a získal od nich zasvěcení, na které se při následném „znovuzaložení“ řádu v roce 1891 odvolával. Organizace se stala brzy velmi úspěšnou a ještě v témže roce vznikla její pobočka ve Spojených státech, okolo roku 1900 už také existovaly pobočky ve většině zemí latinské Ameriky. V Itálii se stali členy řádu například Arturo Reghini nebo Gabriele d'Annunzio.
V rámci řádu došlo k různým sporům, například zda se hlásit k učení „zakladatele“ de Saint-Martina nebo jeho předchůdce Martinèse de Pasquallyho. Učení prvně jmenovaného bylo orientováno výrazně křesťansky a mysticky a hovořilo se o něm jako saint-martinismu, zatímco učení druhého bylo orientováno více okultně a kladlo menší důraz na křesťanství a hovořilo se o něm jako o martinezismu. Později vznikla v rámci řádu ještě jedna frakce, odvolávající se na další osobnost původního martinismu - Jean-Baptiste Willermoze, jež kladla důraz na zednářské prvky a jejíž učení se označovalo jako willermozismus. Dalším spor nastal okolo dohody mezi Papem a Jeanem Bricaudem uzavřené v roce 1911, podle které byla Église gnostique universelle „Universální gnostická církev“, vedená druhým jmenovaným, oficiální církví Martinistického řádu, což nebylo všemi řádu přijato. V roce 1902 také došlo u americké pobočky k rozkolu ohledně toho, zda je možné do řádu zasvěcovat osoby, které nejsou svobodnými zednáři a ženy, k čemuž se Papus vyjádřil, že to možné je. Členové, kteří to odmítali, později založili Rectified American Martinist Order.
Po Papově smrti v roce 1916 se počal řád, jež držel pohromadě silou jeho charismatické osobnosti, postupně rozpadat. Většina členů sice uznala za jeho nástupce Charlese Détrého, ten však zemřel již v roce 1918 a dalším vůdcem řádu se stal Jean Bricaud, patriarcha Universální gnostické církve. Oba jmenování byli odpůrci saint-martinismu v rámci řádu a Bricaud se pokoušel z členství vyloučit nezednáře a ženy. V reakci na to saint-martinističtí členové, vedení Victorem Blanchardem, založili v roce 1923 vlastní Martinistický a synarchistický řád.
Obě skupiny martinistů se ve 30. letech zapojily do sporů mezi Harveyem Spencerem Lewisem a Reubenem Swinburnem Clymerem, vůdců amerických rosekruciánských řádů AMORC, respektive Fraternitas Rosae Crucis. Blancard se připojil k organizaci FUDOSI prvního z nich, zatímco Bricaud, vedoucí původní Martinistický řád, se připojil ke konkurenční organizaci FUFDOSI druhého oponenta. S těmito spory bylo spojeno také opuštění Martinistického a synarchistického řádu Augustinem Chaboseauem, jež následně založil Tradiční martinistický řád. Ve 30. a 40. letech nové zájemce lákal především Bricaudův řád, jehož vůdcem se stal v roce 1934 Constant Chevillon, jehož v roce 1934 následoval Henri-Charles Dupont, pod jehož vedením organizace více tíhla k zednářství. Členové co více tíhli k martinezismu, než k willermozismu, přitom již v roce 1942 založili vlastní Martinistický řád Elus Coëns. Papův syn Philippe Encausse v roce 1954 založil, či „znovuoživil“, další Martinistický řád tíhnoucí k saint-martinismu. Poslední dva jmenované řády fungovaly v letech 1962–1967 společně a brzy po jejich rozdělení se Martinistický řád Elus Coëns počal rozpadat na mnoho menších skupin.

### České odnože
Martinisty (čili „Řád Vyšších Neznámých“) uvedl do Čech baron Leonhardi ze Stráže v 90. letech 19. století. První lóže vznikla v Českých Budějovicích v letech 1895–1896. K jejím členům patřil Julius Zeyer. Pražskou lóži založil kolem roku 1900 Karel Pavel Dražďák, přední pražský okultista, tato lóže brzy zanikla a obnovena byla v letech 1907–1908. Lóže „Slavia“ vznikla kolem roku 1910. Až do první světové války byly české lóže v kontaktu s francouzským ústředím. Po válce, v roce 1924, vznikla v Praze lóže „Simeon“. Ta byla zprvu v kontaktu s francouzským ústředím, později se osamostatnila a zanikla. V době vydání Komenského slovníku naučného existovala v Čechách lóže „Paragawa“, která byla založena Nejvyšší radou francouzských martinistů.